# Благајско-клокочки мајдани камена
Благајско-клокочки мајдани камена налазе се у околини Ариља, на планини Благаји и брду Клокочу, у атару села Поглед.

## Употреба
Камен „благајац“ експлоатисан је од средњег века. У последњим деценијама 13. века коришћен за изградњу Цркве Светог Ахилија у Ариљу. Одликује се релативном чврстином и великим распоном боја. Мештани га зову „тоциљак“. У књизи „Описание окружија ужичког“ из 1858. године Стојан Обрадовић благајски камен описује као шарен, плаво-жут, црвено-модар, зелено-бео, а да га има и „од једне саме фарбе”.
Клокочки камен се такође се одликује великим варијететом боја, али је лошијег квалитета и нешто мекши. У прошлости, камен из благајско-клокочких мајдана углавном је коришћен за различите грађевинске намене. Тек после Првог светског рата од њега су почели да се израђују и надгробни споменици. Клесали су их каменоресци из ариљског краја, међу којима и Љубомир Трипковић из Церове. Данас се овај камен углавном користи за плочнике и облагање фасада, а добро исполиран и за различите намене у ентеријерима.